# BeatBox Show
BeatBox Show è il secondo album del progetto Stylophonic del DJ Stefano Fontana.
All'album hanno collaborato come cantante l'australiana Dirty Kyle e come rapper l'inglese Yungun. I singoli Baby Beat Box e Dancefloor sono stati utilizzati come jingle per gli spot pubblicitari D&G Time nel 2006 e nel 2007. Il singolo Pure Immagination utilizza un campione dell'omonimo brano di Lou Rawls, cover di un brano scritto per il film Willy Wonka e la fabbrica di cioccolato, concesso per la prima volta dopo molte richieste di vari dj.

## Tracce
1. Baby Beat Box – 3:54
2. Play That Music – 3:56
3. My Headphones (skit) – 0:37
4. Dancefloor – 4:11
5. Pure Imagination – 5:19
6. Daisyphonic – 2:39
7. Bionic Break (skit) – 0:24
8. Say What? – 4:00
9. Boom Tschak (skit) – 0:46
10. Style – 3:55
11. Loving You At The Mad Club – 4:16
12. BBoyz & BGirlz – 3:04
13. I Am Analog – 4:36
14. Boomin' System (skit) – 0:33
15. Turntables Times – 5:49
16. Future? – 1:17
17. Fresh Air – 4:02
18. Loosing My Mind – 3:30